# ユニクロ

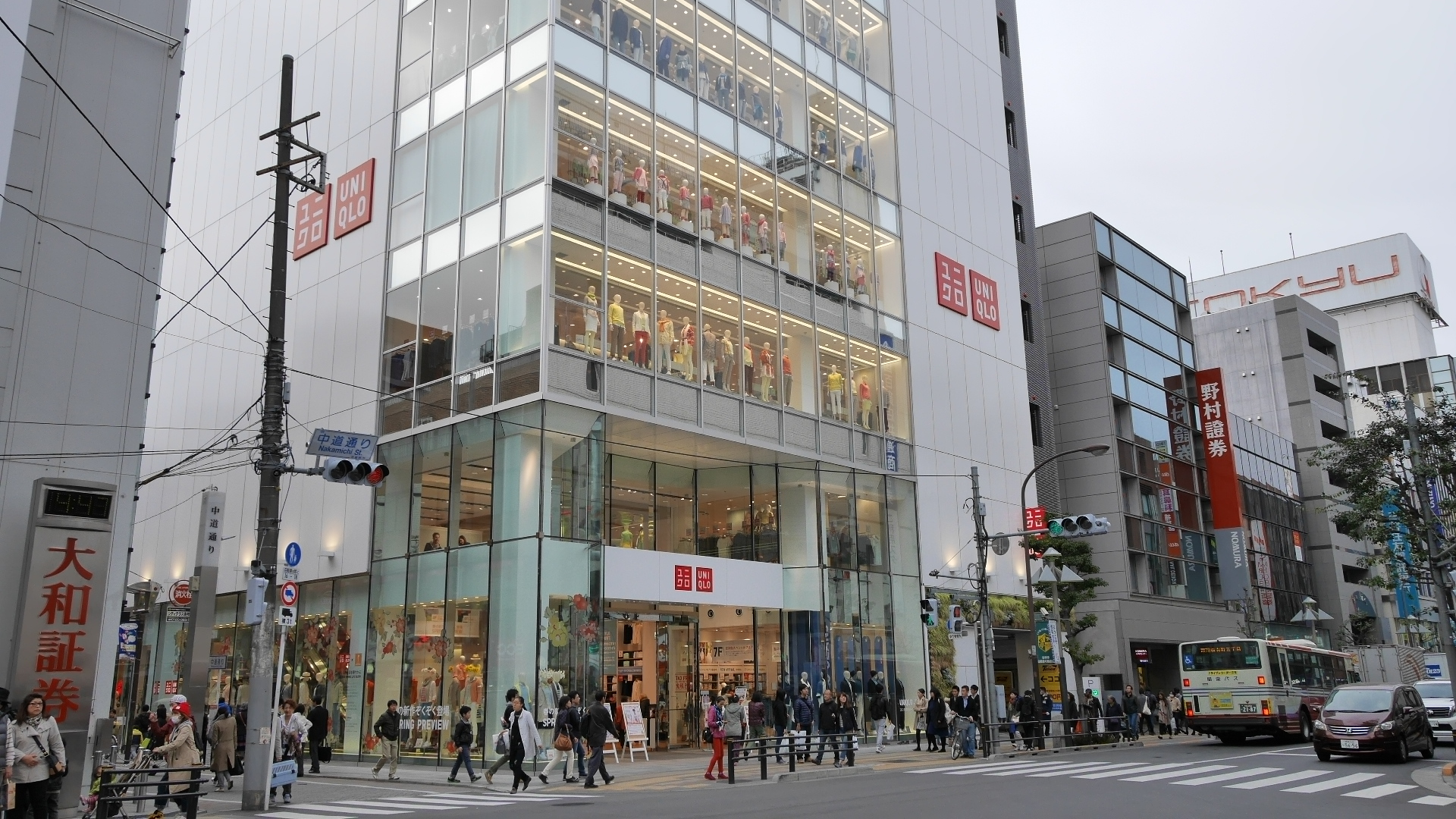
ユニクロ吉祥寺店（東京都武蔵野市）

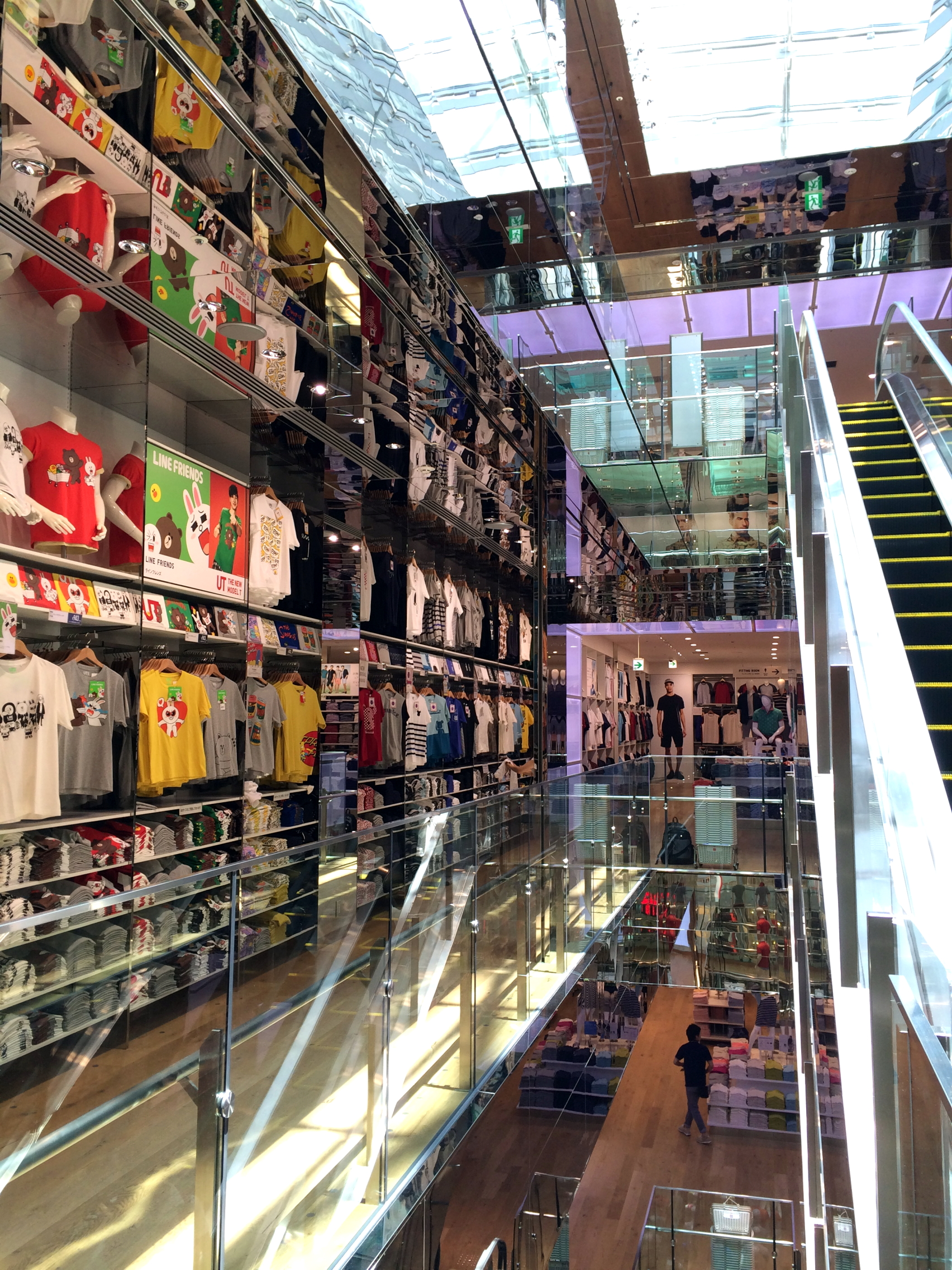
ユニクロSHINSAIBASHI店内（大阪府大阪市中央区）

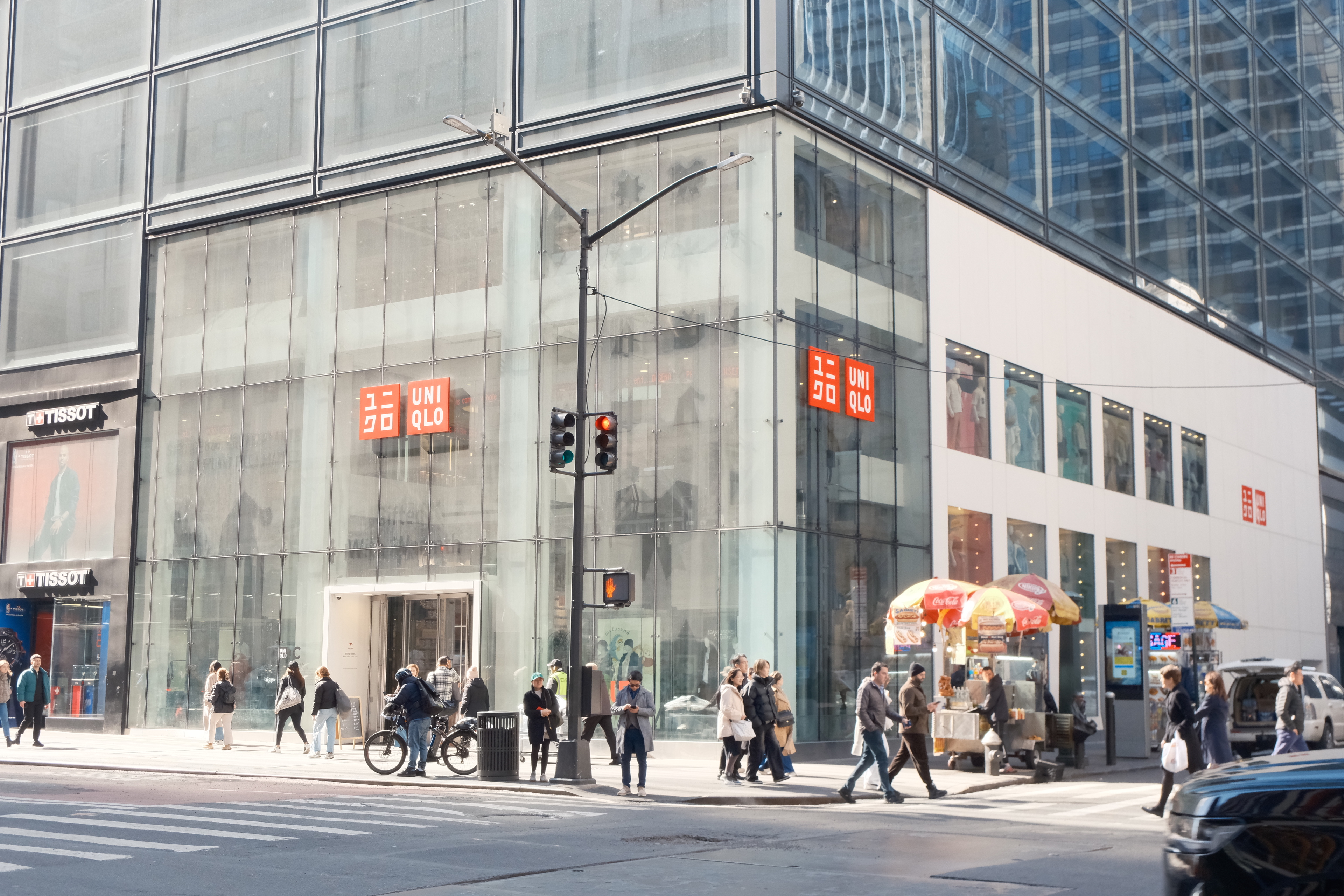
ユニクロ5番街店（ニューヨーク）

株式会社ユニクロ（英: UNIQLO CO., LTD.）は、「UNIQLO（ユニクロ）」の店舗名・商品ブランド名で、実用（カジュアル）衣料品の製造小売を一括して展開する日本の企業である。日本におけるファストファッションの代表的存在であり、日本を代表するグローバル企業である。自社のファッション製品を「ライフウェア（Life Wear）」と称している。ファーストリテイリングの完全子会社。
本社を山口県山口市佐山に置いている。また、東京本部を東京都港区赤坂のミッドタウン・タワー、有明本部を東京都江東区有明の「UNIQLO CITY TOKYO」6階に置いている。

## 歴史

### 創業
柳井正の伯父にあたる柳井政雄が小郡商事を創業し代表者に就任。柳井政雄は実業家であると同時に部落解放運動家でもあった。
1949年3月、柳井等が兄の柳井政雄より任されていた小郡商事の繊維・洋服部門が、個人営業の紳士服専門店「メンズショップ小郡商事（メンズショップOS、1992年4月までに全店閉店またはユニクロに改装）」を、山口県宇部市に開店した。

### ユニクロの開業
1984年6月2日、広島市中区の袋町裏通り(うらぶくろ)にユニセックスカジュアル衣料品店「ユニーク・クロージング・ウエアハウス」（UNIQUE CLOTHING WAREHOUSE）を開店。本来は中四国一の繁華街で、多くの人が行き交う広島本通りに店舗を構えたかったが、当時のユニクロには金がなく、やむなく本通りから一本外れた当時はあまり店がなかった裏通りに出店した。これがユニクロの1号店となるが、この1号店は現存しない。店名でも分かるように「セルフサービスの倉庫のような店」が創業時からのコンセプトで、以降の店舗でも継承されている。これは柳井がアメリカでの視察旅行で立ち寄ったコープ（生協）をヒントに、当時のアパレル店では常識だった接客を排し、客が思い思いに欲しい服を棚から取って買い物かごに入れていく方式を取り入れたもの。今では当たり前の風景だが、当時は斬新なアイデアだった。同年9月に等の息子の柳井正が代表取締役社長に就任した。
「ユニクロ」の名称は、この1号店の店舗名の略称が元になっているが、当初略称の英文綴りはそのまま「UNI-CLO」であった。1988年に香港に現地法人を設立した際、会社登記の書類に略称の「UNI-CLO」を「UNI-QLO」と書き間違えられてしまったのだが、そのスペルを柳井正が気に入り、そのまま英文綴りを「UNI-QLO」に変更した商標を採用した。かつては包装紙やテープ等に「U296」と表記していた時期もあった。
広島での1号店開店に、地元（広島県福山市）出身で『ベストヒットUSA』（テレビ朝日）で人気を博していた小林克也をCM起用し、広島ローカルで『笑っていいとも!』（フジテレビ）の時間帯等でテレビCMを打った。またオープンの数週間前から社員を本社がある山口・宇部から広島に派遣して近くの高校の前などで開店チラシを配った、柳井はこの時のチラシにも新しいコンセプトへの思いを綴った。「本屋みたいな、レコードショップみたいな、在庫ドッサリ、服屋さん。どうしてなかったんだろうね」。3万もの在庫をうたい、そのほとんどが1,000円か1,900円。高いものでも2,900円までという激安の価格帯。豊富な品ぞろえもさることながら、やはり安さがこの新店舗の「売り」だった。開店以来、ワインレッドをシンボルカラーとした白抜きのロゴタイプを用いていたが、かつてはこれと別に手を繋いだ男女のシルエットをモチーフとしたシンボルマークが存在した。
王道の広告戦略に加えて柳井が考案した奇策が、早朝6時の開店だった。アパレルショップが朝6時にオープンするなど前代未聞。そんな早朝に誰が服を買い求めにくるのか、と古参幹部も耳を疑ったという。1984年6月2日にオープンしたユニクロ1号店の初日は早朝6時のオープンで、開店待ちの列を作った客に対してユニクロが朝食としてあんパンと牛乳を無料で振る舞った。ユニクロ1号店の店長に指名された森田生夫は「ユニークな店でそれはそれで面白い案だなと思いましたけど、いくら安いからといって、そんなに簡単に服が売れるものだろうか、お客さんは来ないだろうと思ってました」などと話し、当日はオープン30分ほどになっても店の前にはまったく人影はない。早朝ということで行列ができればお客に牛乳とあんパンを配ろうと準備していたが、これも不要だったようで「やっぱりダメか……」「さすがに6時には来んよなぁ」などとスタッフ全員が落胆した。だが、オープンが近づいた頃に異変が起きた。どこからともなくみるみると、裏通りに人が溢れてきた。朝6時、ガラス扉を開けてお客を迎え入れると、そこからは一方通行の人の流れが絶え間なく続いた。怒濤の一日が幕を開け、森田は「そこから先のことはよく覚えていないんです」と振り返る。売り場に客が殺到して陳列棚から奪い合うようにして服を手に取っていく。あっという間に商品がなくなり、店員たちが補充に走る。買い物を済ませた客は、人の波が押し寄せてくるため入口から出れず、急遽、お客の列を2階に誘導して倉庫代わりに使っていた部屋の裏口から出てもらった。小郡商事の誰もが経験したことのない制御不能の事態に陥った。1号店の前には入場制限をするほど客が押し寄せ、ラジオ中継で柳井が「人が多すぎるので来ないでください」と呼び掛けたほどだった。柳井は「金鉱脈を発見した気分だったが、今ほど成功するとは思っていなかった」と振り返る。2009年11月21日には、ファーストリテイリング創業60周年記念の企画として、テナント内店舗などを除く全国約400店舗が朝6時開店となり、各店舗先着100名にあんパンと牛乳の朝食サービスが1日限定で復活した。当日は目玉商品を目当てに徹夜で並んだ客もいたという。なお、2010年以降も創業記念キャンペーンとして行っているが、2012年以降は牛乳が緑茶に変更されている。創業40周年となる2024年には国内約800店舗の各店長が選んだ、地域の名品を店舗ごとに先着順、無料で配布すると発表した(2024年5月24日から6月2日まで)。
1号店の望外の成功で、柳井は広島1号店から歩いて数分の距離にある中央通りの映画館が入る・広島宝塚会館の2階に広島2号店を作ることを決めた。路面店である1号店と比べて不利なことは承知していたが「賃料が安かったので、売れたらぼろ儲けだな」と胸算用した。2号店は柳井の趣味を色濃く反映させ、300坪ほどもある広い売り場面積の半分ほどを、ハンバーガーショップとビリヤード台を置いたプールバーにした。結果は大失敗し、当時の小郡商事の年間利益は7,000万円ほどだったが、これが吹き飛んでしまうほどの大赤字となった。当時のユニクロ店舗棚に並べられていたのは、他社から買い付けてきたアディダスやナイキ、リーバイス、エドウインなどの服だった。大衆受けする服を大量に買い付けて大量に売る。2000年代に入ってファストファッションと呼ばれるようになったビジネスモデルだが、この当時のユニクロはまさにその典型。ファストファッションではどんな服を取り扱うかについてはメーカーや卸に主導権があり、小売店側は売り切れるものを確保するという受け身の姿勢にどうしてもなりがちで、価格設定はメーカーや卸に握られる。柳井はファストファッションの限界を早くも感じ取っていた。

### 利益拡大と海外進出
| ユニクロが多い10県 | 店舗数 |
| ------------------ | ------ |
| 東京都             | 103店  |
| 大阪府             | 62店   |
| 神奈川県           | 56店   |
| 愛知県             | 44店   |
| 千葉県             | 41店   |
| 埼玉県             | 40店   |
| 兵庫県             | 36店   |
| 福岡県             | 32店   |
| 北海道             | 29店   |
| 静岡県             | 25店   |

1991年9月、小郡商事からファーストリテイリングに社名変更した。
当初はナショナルブランド衣料品の小売店であった。アメリカン・スタイルの倉庫風の建物内に、クラシックな映画ポスターや有名スターのポートレイトを展示した特徴的な店舗（右記写真の店舗例2の姪浜店参照）を全国に展開し、またいち早く中国の優良な工場と提携して低価格で調達するモデルを構築した。
1994年7月24日、ファーストリテイリングとして今はなき広島証券取引所で新規株式公開。公募価格は7,200円で、上場初日は注文殺到で値つかず。2日目に1万4,900円の初値をつけた。その後の株式分割を反映した公募価格は165円、初値は342円。地方証券取引所への全国的にはまだ無名の存在だった一アパレル企業の上場にもかかわらず、公募価格の倍で初値をつけた事実は、同社がこのころ既にその存在を知る投資家からは未来を期待される企業だったことを意味している。30年後の2023年5月23日、ファーストリテイリング株は前日比230円高となり、終値ベースの上場来高値を3万4,300円まで切り上げた。最高値を更新し続けているファーストリテイリングであるが、この日の終値には、上場初値からの上昇率が100倍を超えるという象徴的な意味があった。公募価格からは208倍、初値からは100倍にあたる。
1990年代に「購入後の商品の返品・交換が可能」であることをアピールするために、中年の女性（辻イト子）が関西弁で喋りながらレジカウンターの前で着用していたユニクロ製品を突然脱ぎ出し、下着姿になるという大胆なCMを放映したことがある。同様のCMで中年男性バージョンもあった。以前は購入から3か月以内でレシートを保管してあれば、購入後の商品の返品・交換が可能であった。2020年8月現在は返品・交換が可能な条件として、購入後30日以内で未着用であり、洗濯済みでないこと、客の取扱に由来する傷や汚れがないことなどに改定されている。
1995年10月には、全国紙・週刊誌に「ユニクロに悪口言って100万円」という一面広告を掲載した。売上が伸び店舗数も増えていくにつれ、商品の品質チェックが行き届かなくなり質の悪い商品を提供するケースが増えていったことへの危惧から企画されたもので、実際に約1万通のクレームが届き、審査で選ばれた1名に100万円が贈呈された。企業がクレームを顧客満足度の向上に生かした例として取り上げられることが多い。
1997年頃からプライベートブランド商品の取扱比率を高め、アメリカの衣料品小売店GAP（ギャップ）をモデルとした製造小売業 (SPA)への事業転換を進め、経済の状況にマッチした低価格・高品質商品を展開した。また広告代理店と提携し、クリエイティブディレクターにタナカノリユキを起用して明確なメッセージを発信したPRを行うなど、戦略を次々と刷新した。
翌1998年、悲願としてきた東京への本格進出と、全国的なSPAチェーン確立に乗り出す。同年秋、「ユニクロのフリース。1900円」と、たったそれだけの文字が書かれたシンプルだが斬新なポスターが若者の街、渋谷駅、原宿駅の構内や銀座線、丸ノ内線など地下鉄の車内に突如、大量に貼り出された。2 - 3万枚売ればヒットと言われるフリースを目標200万枚、1999年には850万枚でいずれも完売。2000年秋冬にはCMモデルに松任谷由実らを起用し51色に展開、2,600万枚という驚異的セールスを樹立し、わずか2年で売上高は4倍に急拡大した。この現象は「フリース旋風」と評され、衣料品流通業の革命を席巻し社会現象を起こした。2001年8月期には売上・経常利益ともピークに達し、イギリスへ進出した。

### 業績の低迷、買収による業績回復
フリースの売れ過ぎで、2002年頃から日本では在庫が急増、イギリスでの業績も振るわず、また柚木治の発案を採用し、2001年から手掛けた「永田農法」による野菜事業も失敗、2004年に撤退した。2002年、2003年8月期と利益が大きく落ちこむ。当時はユニクロはもうだめじゃないかとマスコミからたたかれた。その後、「theory」「ナショナルスタンダード」といった国内外のファッションブランドの買収、ファッション雑誌との共同企画（コラボレーション）商品の開発、藤原紀香など有名タレントの起用、外部デザイナーなどとの提携などのテコ入れが行われ、2004年度には業績が上向いた。
ロンドン支店の業績も黒字に転じ、東アジアでは2002年9月に中国上海市に出店し、2005年9月には中国香港に、そしてロッテとの合弁で韓国ソウル市にも出店した。
2005年にはマガジンハウスの雑誌『relax』との共同企画で、東京・北青山に期間限定の「セレクロ」（セレクトショップあるいはセレブの位置付け）が開設された。また、大阪心斎橋に平均価格帯を引き上げた「ユニクロプラス」も開店したが、その後プラスの名称を外し、銀座店を中心に7店舗の大型店を運営。2006年11月には、ニューヨークのソーホーにグローバル旗艦店を出店したほか、上海にもアジア旗艦店を出店して世界進出を加速した（後述）。
2005年11月に、ファーストリテイリングは衣料品の製造・小売に関する営業を会社分割（吸収分割）によりゴルフ練習場を経営していた完全子会社のサンロード株式会社に承継させ、持株会社制に移行した。同日、サンロードは商号を株式会社ユニクロに変更した。
青森県八戸市にて47都道府県進出を達成。

### 2000年以降の展開

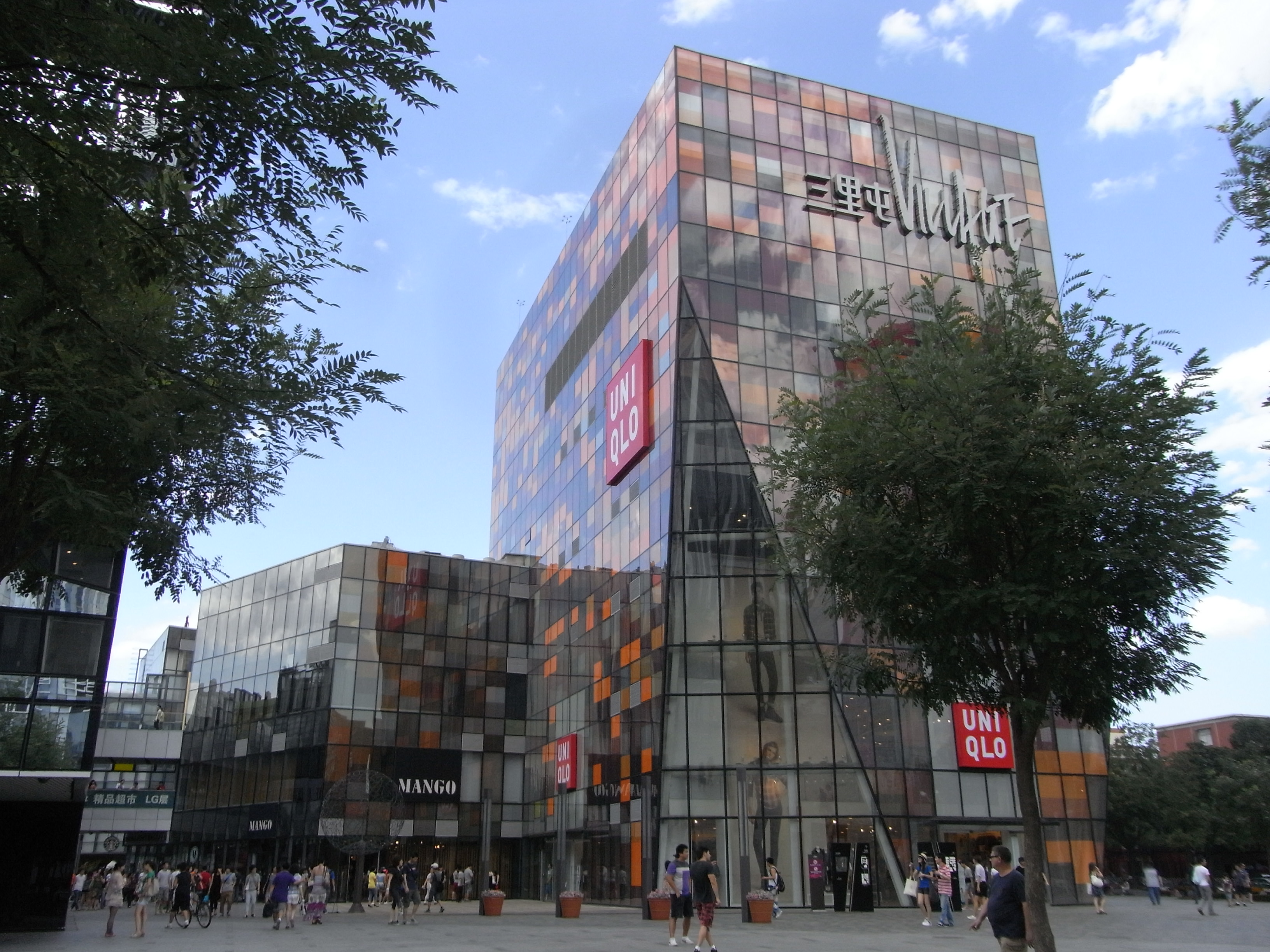
ユニクロ中国三里屯店

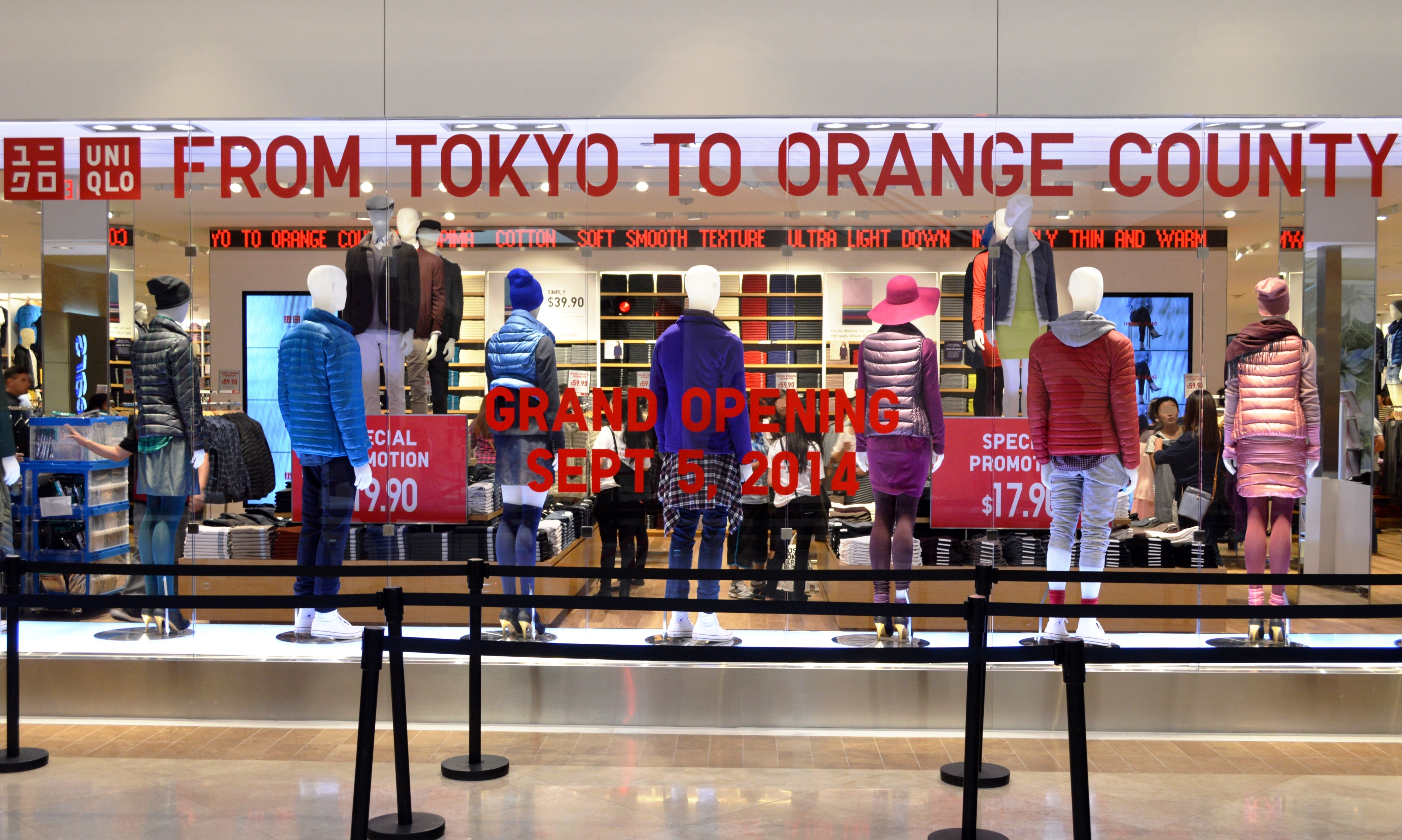
2014年9月にオープンしたサウスコースト・プラザ店（カリフォルニア州オレンジ郡）

日本国内では、ユニクロ原宿店を改装したTシャツ専門店「UT STORE HARAJUKU.」が2007年4月28日に新たにオープンした（2012年に銀座店に統合）。2009年3月9日には春のパーカーキャンペーンに合わせて、グラフィティマガジンズの雑誌『東京グラフィティ』とのコラボレーション雑誌『TOKYO FASHION MAP with UNIQLO』を全国で発売した。
2012年には、国内の店舗を2020年までに1,000店体制に拡大する予定とし、このうち売場面積約3,300平方メートル級の「超大型店」を札幌市、仙台市、名古屋市、広島市、北九州市、福岡市、熊本市、鹿児島市の主要8都市にて新たに開業する方針を示している。
2013年8月末現在、日本国内で854店舗、海外で441店舗、合計1,295店舗を展開している（海外店舗は、現地法人による運営）。日本国内では郊外型店舗やビルテナントとしての出店の他、1,000坪クラスの超大型店舗やユニクロを核としたショッピングセンター「ミーナ」などを展開している。日本国外では東アジアを中心に展開しており、国別では中国（225店舗）が最多で、韓国（105店舗）、台湾（37店舗）が続く。2018年には子会社「ユニクロ」の海外売り上げが国内を上回る。
2021年2月11日、綾瀬はるかをユニクロ「LifeWear」アンバサダーに起用<、桑田佳祐がシリーズCMの楽曲をすべて提供すると発表された。綾瀬の起用はユニクロからの熱烈なアプローチによるもの。
2024年2月末現在、日本国内で800店舗、海外で1,669店舗、合計2,469店舗を展開している。売上収益はおよそ2.3兆円。ジーユーなど他のブランドも含めた連結売上高は、2024年8月期に初めて3兆円を超える見通し。
柳井は創業20年を迎えた2004年に『中国新聞』のインタビューに答え、「われわれも新しいタイプの企業だったから成功できたのだと思う」と述べた。

### グローバル繁盛店
2012年9月、ビックカメラ新宿東口新店（新宿三越アルコット跡）のテナントとして出店するにあたり、同店舗をビックカメラとのコラボレーション店舗「ビックロ」として展開することを発表した。
「素晴らしいゴチャゴチャ感」をコンセプトに佐藤可士和によるトータルプロデュースが行われ、ビックカメラとユニクロの両店舗で共通のデザインロゴ・スタッフユニフォームを使用し、ユニクロのマネキンにビックカメラで販売する家電製品を持たせ、ユニクロのフロアの一角で家電製品を扱うなど、ビックカメラとユニクロのシームレス感を強調した店舗となる。店舗規模約2,900m2はグローバル旗艦店である心斎橋店をしのぎ、銀座店に次ぐ日本国内2番目の規模となるが、同店は「グローバル繁盛店」という独自業態として位置づけられており、世界中から注目される「東京の新名所」を目指すという。同店舗は9月27日にオープンし、開店時には4,000人ほどの行列が出来たという。
なお、ビックロは開店から10年目にあたる2022年6月19日をもってユニクロが撤退。翌日以降はビックカメラのみ「ビックカメラ新宿東口店」として営業を継続している。
これ以降「グローバル繁盛店」の業態として以下の店舗を開店させている。
- 池袋サンシャイン60通り店 - 2014年3月14日オープン。オリジナルキャラクター「ユニブクロー」を登場させている。
- 御徒町店 - 御徒町駅前・御徒町吉池本店ビル内。2014年4月25日オープン[36]。SUPER BELL"Zによる店舗オリジナルソングを作曲。

### サステイナビリティへの取り組み
「原材料」「動物愛護」「商品の品質と安全性」の3つをテーマに、サステナブルな商品の実現に向けて取り組んでいる。2018年秋冬商品からはリアルファーの使用を禁止。また、2020年までにユニクロ事業に加えて、セオリー事業やプラステ事業など傘下の全7ブランドにおいてモヘアの使用を停止すると表明している。
ジーンズの加工工程の水使用量を最大99%、平均90%以上削減する技術を開発。ナノバブルやオゾンでジーンズを洗うウォッシュマシーンと、ジーンズデザイナーの技術をかけ合わせることで、品質やデザインを保ちながら加工工程の水使用量を大幅に削減

### RE.UNIQLO
また、ユニクロは衣服の再資源活用による地球環境保全を進めるためのキャンペーン「RE.UNIQLO」を展開しており、多くの店舗で、ユニクロ製品を中心とした古着の回収ボックスを設置している。
例として、ダウンジャケットを羽毛とジャケットに分けて、再生衣服として利用したり、国際連合のUNHCRに協賛し、特に発展途上国や貧困に悩む国・地域の子供たちへの救援物資としての寄付、再生素材などへの転用などである。

## 海外展開

### 海外進出
| 店舗の国々     | 店舗数 |
| -------------- | ------ |
| 中国           | 914店  |
| 日本           | 801店  |
| 韓国           | 135店  |
| フィリピン     | 81店   |
| インドネシア   | 77店   |
| アメリカ合衆国 | 75店   |
| タイ           | 71店   |
| 台湾           | 71店   |
| マレーシア     | 60店   |
| オーストラリア | 40店   |
| 香港           | 33店   |
| カナダ         | 29店   |
| ベトナム       | 29店   |
| フランス       | 28店   |
| シンガポール   | 28店   |
| イギリス       | 21店   |
| インド         | 15店   |
| ドイツ         | 10店   |
| スペイン       | 7店    |
| オランダ       | 5店    |
| イタリア       | 4店    |
| ベルギー       | 3店    |
| スウェーデン   | 3店    |
| マカオ         | 2店    |
| デンマーク     | 2店    |
| ポーランド     | 2店    |
| ルクセンブルク | 1店    |

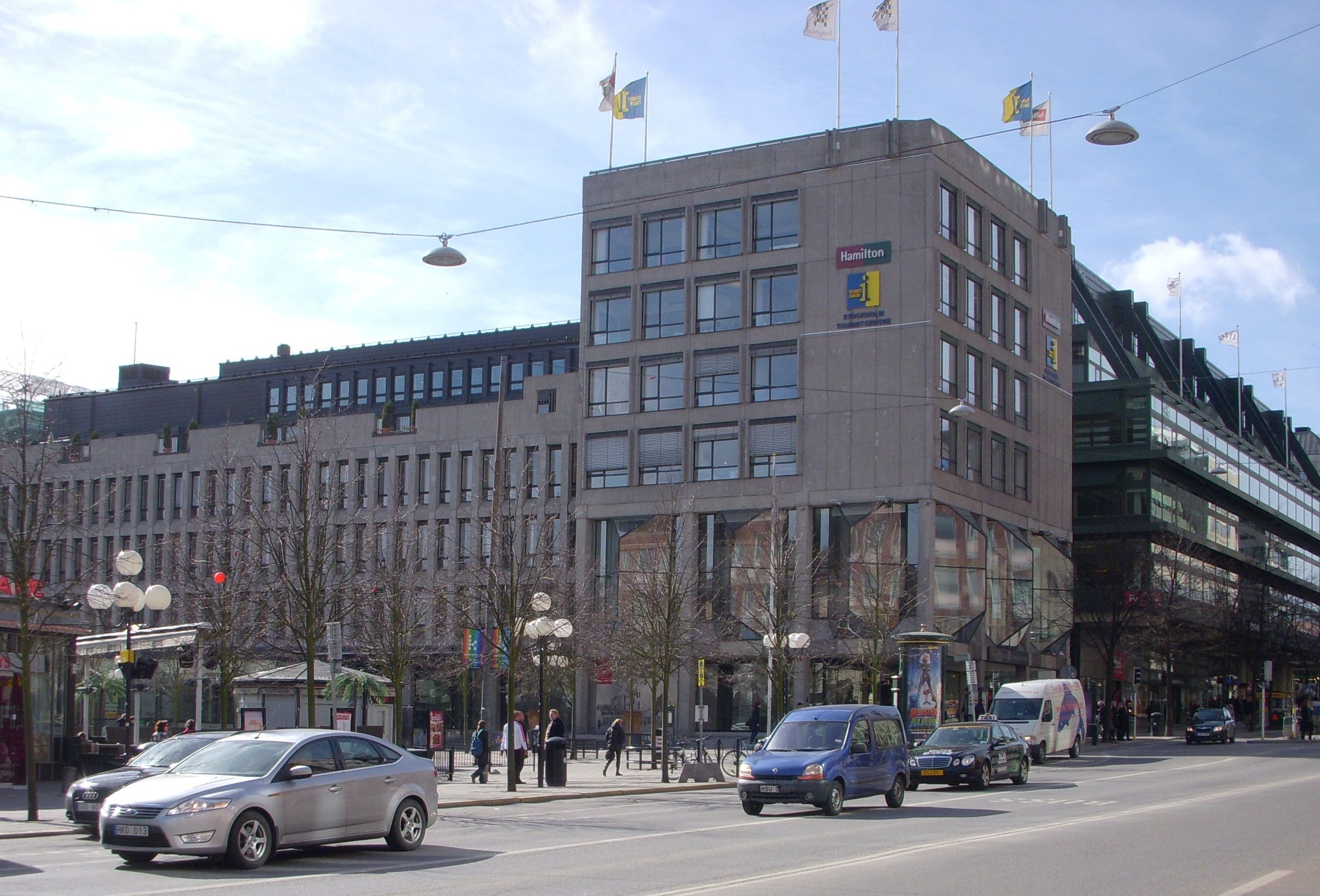
2018年9月にオープンしたクングストラッドゴーダン店（ストックホルム、画像はユニクロが入店する前の2009年当時）

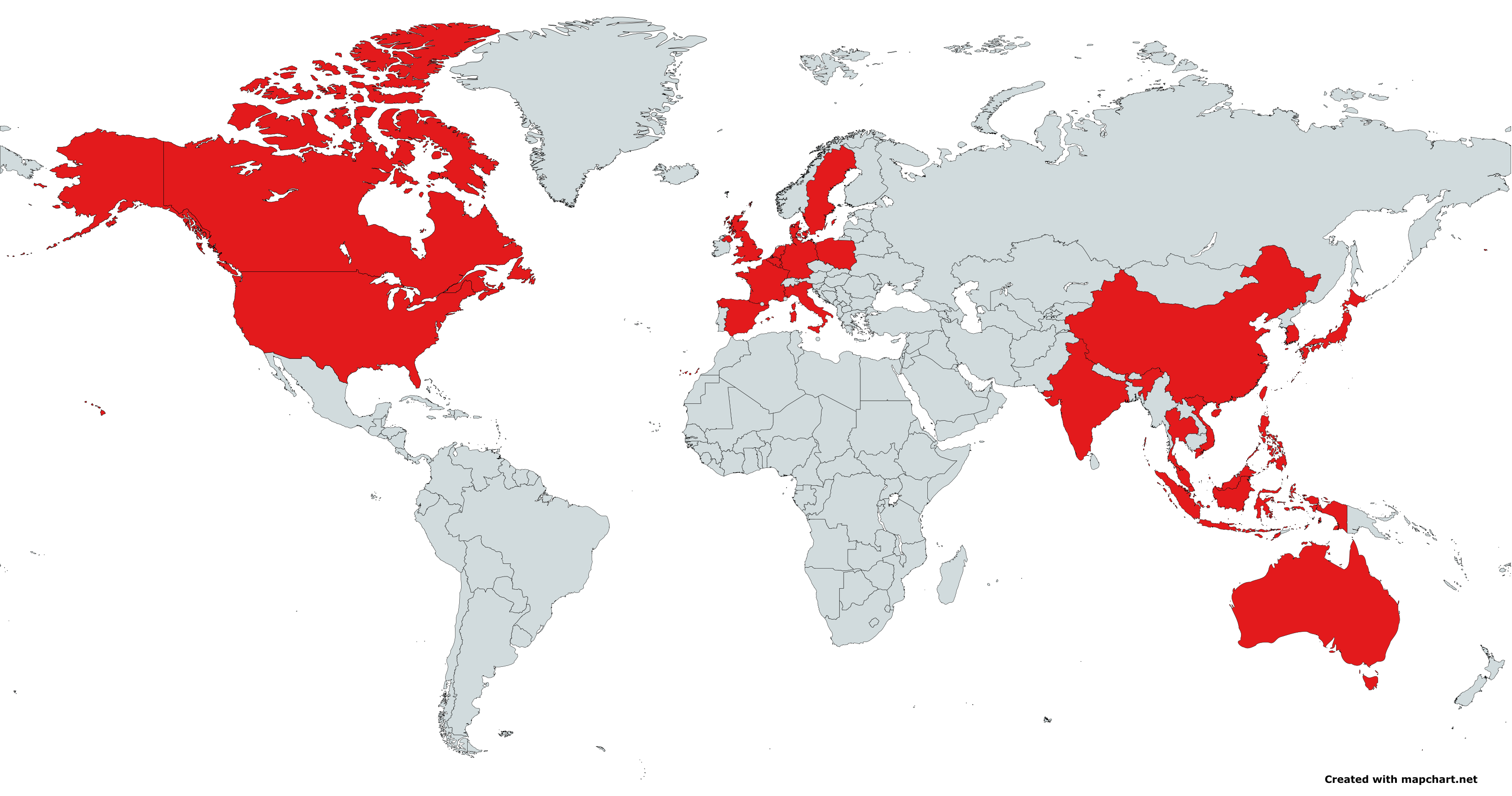
ユニクロの店舗が存在する国々（2023年10月時点）

2001年のイギリスを皮切りに始まった海外出店は、中国、香港、台湾、韓国、シンガポール、マレーシア、タイ、フィリピン、インドネシア、オーストラリア、ベトナム、インド、アメリカ、カナダ、イギリス、フランス、ロシア（一時停止）、ドイツ、ベルギー、スペイン、スウェーデン、オランダ、デンマーク、イタリア、ポーランドの24の国と地域で展開しており、グローバル化が進んでいる。
海外ユニクロ事業は、2006年においては中国香港を除きほとんど赤字であったが、2008年8月期から黒字化し、2010年8月期の売上高は前年比倍増の730億円、営業利益は前年比4倍の65億円を見込んでいる。会社組織としてもグローバル化を進めており、社内公用語（母語が異なる人が対象の資料や会議）を英語とすることとして、本社社員と店長の約3,000人に対して業務として「TOEIC700点以上」を義務付けている。
2006年11月のニューヨーク旗艦店オープンの際、店舗のクリエイティブディレクションを担当した佐藤可士和により、ユニクロの新たなロゴデザインが作成された。新ロゴは英語表記とカタカナ表記によるもので、従来のワインレッドから赤を基調としたものとなり、2006年以降海外の新店舗を中心に展開、国内では2009年頃からCMや広告、新規店舗・リニューアル店舗でのロゴ表記などに用いられている（従前からの店舗には、引き続き以前のデザインを使用している）。
2010年7月、バングラデシュのグラミン銀行と10月に同国で合弁会社を設立すると発表した。合弁会社「グラミン ユニクロ」をバングラデシュの首都ダッカに設立し、3年後に2,000人の雇用を目指すという。
アメリカ合衆国では、2013年秋に10店がカリフォルニア州、コネチカット州、ニュージャージー州、ニューヨーク州で立て続けにオープンし、合計17店舗となった。2014年にはフィラデルフィアやボストンなどでも新規開店が続き、同9月5日にロサンゼルス地域（南カリフォルニア）の第1号店としてオープンしたサウスコースト・プラザ店（カリフォルニア州コスタメサ）をもって、合計25号店舗に達した。ロサンゼルス地域では、旗艦店となるビバリー・センター店を含む4店舗が2015年春までにさらにオープンする予定である。すでに7店舗が営業している北カリフォルニアでも、2014年末までに2店舗が追加される予定である。また、2015年秋にはシカゴ店もオープンする見込みである。2023年8月には北米ユニクロは新しいCEO進藤宣英が担当し、2027年までに米国のユニクロを200店以上にしたいといった。2023年12月米国には53店もある。2024年10月にはヒューストンにテキサス州初店をオープンした。同月にダラスを含む同州にあと4店舗をオープンし、アメリカ南部にも拡大した。同月にもテキサス州の他、カリフォルニア州にも拡大し、サクラメントやサンディエゴにも初店をオープンし、米国で70店を得た。
東南アジアでユニクロは300店を超え、東アジアの次に一番多い地域であり一番早く成長する地域でもある。2009年シンガポールで東南アジア一番最初の店を開いた。その後、2010年マレーシアのクアラルンプール、2011年タイのバンコク、2012年フィリピンのマニラ、2013年インドネシアのジャカルタ、そした2019年に東南アジア一番最新であるベトナムのホーチミン市で店をオープンした。2019年にシンガポールのチャンギ国際空港で日本外初の空港でユニクロをオープン。東南アジアではユニクロは人気が高く、オンラインを含み販売量がとても多い。SNSでもマーケティングが強く、インターネットでも人気を得てる。最近ドライブイン・ユニクロの数も増えてる。2023年12月では東南アジアでユニクロが一番多いのはフィリピン（74店）、インドネシアとタイ（両方67店）。
ヨーロッパではユニクロは70店以上ある。2001年イギリスのロンドン海外出店後、イギリスではなかなか成功しなくてイギリスの店舗を閉めることもあった。2007年にはフランスのパリで初店舗し、2010年にロシアのモスクワ、2014年にドイツのベルリンにユニクロをオープン。ユニクロは主にフランスとドイツで特に人気があり、ユニクロは短期間に両国にいくつかの支店をオープンした。2015年にはベルギーのアントワープに初店舗し、ベネルクスに拡張した。2017年にはスペインのバルセロナに初店舗し、スペイン内でも大きい人気を得た。2018にはスウェーデンのストックホルムで初のユニクロ北欧店をオープンし、オランダのアムステルダムにも初店舗した。2019年にはイタリアのミラノで初店舗し、イタリア内でも有名になった。2022年ウクライナ戦争の原因でユニクロはロシアで閉店したが、同年10月ポーランドのワルシャワでロシア外初の東ヨーロッパで店をオープン。2024年春にはイタリアのローマやスコットランドのエディンバラにもユニクロをオープンし、新地域の進出を果たした。ユニクロは他の地域に比べて、店舗はあまり多くないが、ヨーロッパでも様々な地域で拡大する予定がある。
2020年2月、中国では新型コロナウイルスの感染拡大が深刻化。一時は国内750店舗のうち半数以上が休業を余儀なくされた。

### グローバル旗艦店
グローバル旗艦店は、ユニクロにおいて最高水準の商品・ビジュアルマーチャンダイジング（VMD）・サービスなどを意識した、世界的情報発信の拠点となる大型店舗であり、2006年にニューヨークに「ソーホー ニューヨーク店」を開店して以降、ヨーロッパ・アジアの各地に展開している。
2010年10月には、世界に向けた店舗デザインやレイアウトを特長とする「世界視点」が日本に逆輸入される形で、大阪の心斎橋に5番目のグローバル旗艦店をオープン、2012年3月には9番目のグローバル旗艦店を東京・銀座に、2014年10月には13番目のグローバル旗艦店「UNIQLO OSAKA」を大阪・梅田にオープンした。その後、2016年にはシンガポールに東南アジア初のグローバル旗艦店がオープンしている。
- ソーホー ニューヨーク店（ニューヨーク・ソーホー地区） - 2006年11月10日オープン。
- 311オックスフォードストリート店（ロンドン・オックスフォード・ストリート） - 2007年11月7日オープン。
- パリ オペラ店（パリ・2区オペラ地区） - 2009年10月1日オープン。
- 上海 南京西路店（上海・静安区南京西路街道） - 2010年5月15日オープン。
- 心斎橋店（大阪市中央区心斎橋） - 2010年10月1日オープン。
- 明曜百貨店（台北市大安区忠孝東路四段） - 2011年9月23日オープン。
- ニューヨーク5番街店（ニューヨーク・マンハッタン5番街53丁目） - 2011年10月14日オープン。
- 明洞中央店（ソウル特別市中区忠武路） - 2011年11月11日オープン。
- 銀座店（東京都中央区銀座） - 2012年3月16日オープン。
- リー・シアター店（香港・銅鑼湾波斯富街（英語版）） - 2013年4月26日オープン。
- UNIQLO SHANGHAI店 (上海・黄浦区淮海中路887号) - 2013年10月（資料によっては9月30日）オープン
- タウエンツィーン店（ベルリン・タウエンツィーン（ドイツ語版） - 2014年4月11日オープン。
- UNIQLO OSAKA（大阪市北区茶屋町） - 2014年10月31日オープン。梅田店の移転増床による。
- シンガポール オーチャードセントラル店[55] - 2016年9月2日オープン[56]。
- スウェーデン ストックホルム - 2018年8月24日オープン
- オランダ アムステルダム - 2018年9月28日オープン
- フィリピン マニラ マカティ市 - 2018年10月5日オープン[57]。
- イタリア ミラノ コルドシオ広場店 - 2019年9月13日オープン
- インド ニューデリー アンビエンスモール店 - 2019年10月5日オープン[58]。
- スペイン マドリード グランビア店 - 2022年10月20日オープン
- インド ムンバイ フェニックスセンター店 - 2023年10月6日オープン
- ベトナム ハノイ ホアンキエム湖店 - 2023年11月10日オープン
- イタリア ローマ コルソ通り店 - 2024年4月18日オープン
- スコットランド エディンバラ プリンセス通り店 - 2024年4月25日オープン

## 沿革

### 1940年代 - 1980年代
柳井がGAPなどを視察し、カジュアルウェア専門店チェーンの展開を決意した。
- 1949年3月 山口県宇部市にて「メンズショップ小郡商事」を個人営業にて創業
- 1963年5月 法人化し、小郡商事株式会社設立
- 1984年
  - 6月 ユニクロ第1号(袋町)店を広島市中区に出店
  - 9月 柳井正が代表取締役社長に就任

### 1990年代
生産基地・中国の工場管理を強化しSPA化を進めた。300店舗到達を機に多角化に着手したが失敗。本業でも既存店の売上げ低迷が続いた。
- 1991年9月 行動指針を表象するため、商号を小郡商事株式会社から株式会社ファーストリテイリングに変更
- 1992年4月 直営店舗数が50店舗を超える（直営店53店舗、フランチャイズ店7店舗）
- 1994年4月 直営店舗数が100店舗を超える（直営店109店舗、フランチャイズ店7店舗）
- 1995年3月 直営店舗数が150店舗を超える
- 1996年3月 直営店舗数が200店舗を超える（直営店205店舗、フランチャイズ店10店舗）
- 1997年
  - 4月 東京証券取引所第2部に株式上場
  - 11月 直営店舗数が300店舗を超える（直営店305店舗、フランチャイズ店11店舗）
- 1998年
  - 11月 東京初の都心型店舗・ユニクロ原宿店を東京都渋谷区に出店。
  - 12月 フリースを200万着販売
- 1999年
  - 2月 東京証券取引市場第1部銘柄に指定
  - 4月 SS（スーパースター）店長制度を発足
  - 7月 アメリカの広告代理店、Wieden＋Kennedy社と提携し、ブランド構築を開始
  - 9月 新たな販売チャンネル開拓のため、カタログによる通信販売業務の試験的運用を実施
  - 11月 1,900円フリースを800万着販売

### 2000年代
従来のパターンを止め、グローバル企業の経営方式を採用した。経営陣の若返りを図り、単品をベースにしたマーチャンダイジングと現代的なマーケティングを展開することによって、大量生産・販売の高収益体制を構築した。
- 2000年
  - 4月 直営店舗数が400店舗を超える（直営店417店舗、フランチャイズ店12店舗）
  - 6月 海外におけるユニクロ展開の布石として、イギリスに子会社を設立
  - 10月 インターネット通信販売を開始
  - 10月7日 東日本旅客鉄道及び東日本キヨスク（現JR東日本リテールネット）との業務提携により、新小型店舗第1号店ユニクロキヨスク新宿南口店をオープン[59][60]
- 2001年
  - 4月
    - JOC（財団法人日本オリンピック委員会）オフィシャルパートナーシップに合意
    - 直営店舗数が500店舗を超える（直営店503店舗、フランチャイズ店12店舗）

  - 8月 ユニフォーム・チームウェア事業を開始
  - 9月 日本国外初の出店となるイギリスユニクロ店4店舗をオープン
- 2002年
  - 4月 デザイン機能強化のため、ユニクロデザイン研究室(現:R&Dセンター)を東京都港区青山に設立。デザインに特化した独立組織で、元イッセイミヤケ社長の多田裕を室長に起用
  - 8月 インターネット店、モバイル店で特別サイズの商品の販売を開始
  - 11月 社長が玉塚元一常務に交代し集団指導体制へ[26]。柳井が代表取締役会長兼CEOに
- 2005年
  - 7月 在任中に経営悪化を招いたとされる玉塚社長を柳井が解任。柳井が社長に復帰[26]。
  - 9月 ニュージャージー州にアメリカへの初店舗を出店
- 2006年
  - 4月 株式会社京阪ザ・ストア業務提携により、関西初の駅中ユニクロ京阪守口店をオープン
  - 11月10日 ニューヨーク・ソーホーに1,000坪の広さを誇るグローバル旗艦店をオープン。
  - 12月8日 アジア最大級の旗艦店となる「ユニクロ 上海正大広場店」を、上海・浦東地区の正大広場にオープン。
- 2007年
  - 4月28日 原宿店をTシャツ専門店『UT STORE HARAJUKU.』にリニューアル[61]（2012年3月12日閉店）。
  - 6月 製品を着た女性ダンサー達3～5人組が踊る映像を、5秒ごとに放映する時計ウェブコンテンツ「UNIQLOCK」運用開始。
  - 12月14日 ユニクロのフランス第1号店がオープン、この店舗はユニクロのブランドメッセージを伝える「コンセプトショップ」としての位置付けであった。
- 2008年
  - 3月29日 中国本土へ2年ぶりの再出店となる「ユニクロ北京西単店」を北京・西城北大街にオープン。
- 2009年
  - 4月9日 シンガポールのタンピネス地区に初出店。この出店は、不動産会社のWing Tai Holdingsと共同出資で出店される。
  - 10月 JR九州リテールとの業務提携によりユニクロ博多デイトス店をオープン

### 2010年代
- 2010年
  - 4月2日 ロシア1号店となる「ユニクロ アトリウム店」をモスクワに開店。
  - 4月 株式会社GOVリテイリングの会社分割により、同社の靴小売事業を承継。
  - 8月 靴小売事業の店舗ブランドを「CANDISH」に統一。商品ブランドも「CANDISH」「UNIQLO SHOES」の2つに集約[62]。
  - 10月7日 台湾1号店となる「ユニクロ 統一阪急百貨 台北店」台北のショッピングエリア信義地区にオープン[63]。
  - 11月4日 マレーシア1号店となる「ファーレンハイト88店」をクアラルンプールのブキ・ビンタンエリアにオープン。
- 2011年
  - 8月 「CANDISH」ブランドでの靴事業が終了し、同ブランド全店舗が閉店。以降ユニクロの一部店舗にて靴事業が継続されることとなる[64]。
  - 9月9日 タイ1号店となるバンコクの旗艦店「セントラル＝ワールド店」がオープン。当時東南アジア最大の店になる。
- 2012年
  - 3月16日 日本語、英語、中国語、朝鮮語、フランス語、スペイン語の6か国語に対応した接客ができるグローバル旗艦店「ユニクロ銀座店」がオープン。
  - 6月15日 フィリピン1号店となるマニラ首都圏にあるパサイの「モール＝オブ＝アジア店」がオープン。
  - 9月27日 ビックカメラとのコラボレーション店舗で初のグローバル繁盛店である新宿東口店「ビックロ」をオープン。
  - 10月16日 テニス選手のノバク・ジョコビッチとの共同発案による10億円規模の慈善基金『Clothes for Smiles（クローズ・フォア・スマイル）』が発足。ユニクロ史上初の基金運営となる。[65]
- 2013年
  - 6月22日 インドネシア1号店となるジャカルタの旗艦店「ロッテ＝ショッピング＝アベニュー店」をオープン。
- 2014年
  - 3月14日 2店舗目のグローバル繁盛店である「池袋サンシャイン60通り店」をオープン。
  - 4月11日 ドイツ1号店となるベルリンのグローバル旗艦店「タウエンツィーン店」をオープン[66]。
  - 6月2日 マルセイユ1号店となる「レ＝テラス＝ドゥ＝ポート店」をオープン。パリ首都圏外最初の店であり、フランス3号店となる。
  - 10月14日 ユニクロのバックヤード機能と通信販売部門の強化を念頭に、親会社のファーストリテイリングと大和ハウス工業が合弁会社を設立することを発表。国内の主要都市で10カ所程度に物流施設を作り、海外でも建設を検討していくという[67][68]。
- 2015年
  - 10月1日 ベルギー1号店となるアントワープのグローバル旗艦店「メイヤー店」をオープン。ベネルクスで1番最初の店[69]。
- 2016年
  - 10月28日 ドイツ南西部にあるシュトゥットガルトの「ケーニグスシュトラーセ店」をオープン。ベルリンで3号店をオープンした後、ドイツ4号店でドイツ2番目の都市。
- 2017年
  - 1月25日、9年半にわたって運用されて来た「UNIQLOCK」を終了。
  - 9月20日 スペイン1号店となるバルセロナのグローバル旗艦店「パセオ＝デ＝グラシア店」をオープン。南ヨーロッパで1番最初の店[70]。
  - 10月19日 ブリュッセル1号店となる「ザ＝ミント店」をオープン。当時ベルギー3号店となる。
- 2018年
  - リアルファーの使用を動物愛護の観点から禁止。
  - パリファッションウィークで初の大規模展「The Art and Science of LifeWear: Creating a New Standard in Knitwear」を開催[71]
  - 8月24日 スウェーデン1号店となるストックホルムのグローバル旗艦店「クングストラッドゴーダン店」をオープン。北欧で1番最初の店[72]。
  - 9月28日 オランダ1号店となるアムステルダムのグローバル旗艦店「カルファー通り店」をオープン[73]。
  - 10月 ドイツ西部の都市デュッセルドルフとケルンで店をオープン。デュッセルドルフの「シャドウ通り店」は11日にオープン、ケルンの「ホーエ通り店」は18日にオープン。
- 2019年
  - 4月5日 デンマーク1号店となるコペンハーゲンのグローバル旗艦店「ストロイエ通り店」をオープン。
  - 4月29日 マンチェスター1号店となる「アーンデール店」をオープン。ロンドン首都圏外最初の店である。
  - スウェーデンオリンピック委員会とパートナーシップを結ぶ。2020年東京オリンピックと2022年北京オリンピックに参加した同国選手団に公式ウエアを提供[74][75]。
  - 9月13日 イタリア1号店となるミラノのグローバル旗艦店「コルドゥージオ広場店」をオープン[76]。
  - 10月4日 インド1号店となるニューデリーの旗艦店「アンビエンスモール＝バサントクンジ店」をオープン。[77]
  - 10月17日 マドリード1号店となる「セラーノ店」をオープン。スペイン3号店となる。
  - 12月6日 ベトナム1号店となるホーチミン市の旗艦店「ドンコイ店」をオープン[78]。

### 2020年代
- 2020年
  - 3月6日 ハノイ1号店となる「ビンコム＝ファムゴックタック店」をオープン。ベトナム2号店となる[79]。
  - 10月14日 ハンブルク1号店のハンブルク市庁舎（ドイツ語版）の隣にある「アルター・ヴァル（ドイツ語版）店」をオープン。ドイツ10号店となる。
- 2021年
  - コロナ禍でファッション業界が軒並み打撃を受けている中、ユニクロの連結純利益は過去最高を更新した。自粛生活のために部屋着のニーズ（巣ごもり需要）が急増したことによる[80]。
- 2022年
  - 3月、ロシアでの事業を一時停止[81]。また、2店舗を閉鎖している。
  - 10月、ポーランド・ワルシャワに、ロシアを除く東ヨーロッパ初のポップアップ店舗をオープンした[82]。
- 2023年
  - 6月 バングラデシュで活躍していた「グラミンユニクロ」が一定の役割を終えたと判断し、事業活動を終了したことで全10店舗を閉店。
  - 6月18日 カナダの首都オタワ1号店の「CFリドーセンター店」をオープン。
  - 8月28日 塚越大介が9月1日付で代表取締役社長兼COOに就任することを発表した。
  - 10月6日 インドの金融都市ムンバイ1号店の「フェニックス＝シティセンター店」をオープン。インド11号店となる[83]。
  - 10月26日 ルクセンブルク1号店となるルクセンブルク市の「グランド＝リュ店」をオープン。ベネルクス6号店[84]。
- 2024年
  - 4月18日 ローマ1号店となるガレリア・アルベルト・ソルディ商業施設の中にあるグローバル旗艦店「コルソ通り店」をオープン。イタリア2号店[85]。
  - 4月25日 スコットランド1号店となるエディンバラのグローバル旗艦店「プリンセス通り店」をオープン。イギリス19号店。
  - 9月13日 ユニクロが全世界で2,500店舗を突破[86]。
  - 9月19日 ユニクロがローマ・テルミニ駅でヨーロッパ初の駅店舗「テルミニ駅店」をオープン。イタリア4号店。
  - 9月26日 ワルシャワにポーランド初の常設店舗「アルカディア店」をオープン。
  - 10月1日 海南省初店となる三亜の「ジョイシティ＝モール店」をオープン。中国926店。
  - 10月10日 ロッテルダム1号店となる「ラインバーン店」をオープン。オランダ4号店とベネルクス8号店となる。
  - 10月11日 テキサス州1号店となるヒューストンの「メモリアルシティ＝モール店」をオープン。アメリカ65店で南部州の初店となる。

## 主な役員
- 柳井正：会長兼CEO（CEO）
- 塚越大介：代表取締役社長兼COO（COO）
- 赤井田真希：株式会社ユニクロCEO
- 國井 圭浩：上席執行役員
- 小山 紀昭：社長室
- John c joy：プロジデント オブ グローバル クリエイティブ

## 商品展開
基本的にはシンプルで過度に個性のないデザインの商品が多い。SPA（製造小売業）への転換後、良品質のカジュアル衣料を低価格で提供する路線を進めてきた事もあり、衣料品としての完成度は高く評価されている。
過去に柳井自身が「ユニクロは国民服」（「多くの国民に品質の良い物を安く提供したい」との意図）等、衣服としてファッション性を軽視していると採られかねない誤解を生むような発言を行ったこともあったが、ニューヨークに旗艦店を立ち上げるにあたり、ベーシックな商品を大量に販売するスタンスは維持しつつファッション性を強めた商品を提案し、接客を重視する方向性に転換しつつある。
1,900円のフリースや2,900円のジーンズなどが、価格破壊の象徴としてマスメディアなどにも紹介されて爆発的にヒットしたが、あまりに大量に売れ着用している人が多かったため、ユニクロの衣料を着用しているのが判明してしまう「ユニバレ」と呼ばれる現象が広がり、経営悪化の原因となった。
そのため、2004年頃からユニセックスや「お手頃価格」路線は堅持しつつもある程度の脱却を図り、外部と組んだメッセージ性を持つ共同企画商品の開発（特にレディース）や買収したブランドのノウハウ移入、乳幼児向け商品の開発も行っている。
ファッションデザイナーの間でも品質の高さについては一定の評価を得ており、2006年8月から世界各国の著名デザイナーとのコラボレーションにより「デザイナーズインビテーションプロジェクト」を立ち上げ、通常数万円もするようなデザイン性の高い商品を1万円未満の低価格で販売している。ジーンズもリング製法を使ったものなどを出している。近年はクリストフ・ルメールをデザイナーに起用した「Uniqlo U（ユニクロ ユー）」シリーズを毎年展開しており、通常ラインの商品よりやや高めの価格設定ながら、そのデザイン性の高さから好評である。
玉塚が社長を退き、再び柳井が社長に復帰した2006年頃から、保温性を高めた下着「ヒートテック」や、「ブラトップ」（ブラジャーのカップを内蔵したキャミソール、タンクトップなど）など、機能性を重視した商品に加え、女性物の商品に注力している。一例としては、東京ガールズコレクションに山田優と組んでワンピースなどを出展したり、イメージキャラクターに藤原紀香を起用した「スリムボトムス」（足が細く長く見えるパンツ）を販売したりするなど、積極的に女性客の取り込みに繋がる展開と商品の充実化を行い、その効果が出てきたことから、以前は手薄だった女性用部門がユニクロの基幹事業へとなりつつある。
長らく「デフレの象徴」と見られていたユニクロであるが、2019年には、失われた30年で可処分所得が下がり続けている若者にとっては「もはやユニクロですら高い」と思われているという報道もあった。
2021年、アーティスティックディレクターであるクリストフ・ルメール率いるパリのデザインチームによるユニクロ ユーの最新コレクションが9月17日より発売。なかでも、店舗で回収した衣服から取り出したダウンとフェザーを洗浄し、再資源化された素材を用いるリサイクルダウンジャケットには注目だ。21年秋冬コレクションでは、パリのデザインチームが再生ナイロン約40%の新しい素材を開発し、長持ちするクオリティと多くの人が手に取りやすいシンプルなデザインにこだわっている。

### UTコレクション
2007年から展開しているTシャツだけのブランド。ユニクロでは2003年から世界中のアーティストやクリエイター、有名企業のロゴなどをTシャツにして販売しており、UTコレクションは佐藤可士和をクリエイティブ・ディレクターとして新たにブランド化したもの。
ポケットモンスターやONE PIECEといった国内外のゲーム・アニメ作品をはじめ、浮世絵やルーヴル美術館所蔵の美術品など、様々なデザインのTシャツを販売している。

## ユニクロの販売戦略
ムービングオフィス代表の大ナギ勝の分析によると、ユニクロの商品を買ってしまうのは、単に商品の魅力だけではなく消費者が店舗に誘導されつい買ってしまう「ステルス接客戦略」ともいうべき心理的戦略が潜んでいるという。大ナギはそれを大きく5つに分けた。
1. 単純接触効果
ユニクロは年間を通して1週も休むことなく新聞の折り込みチラシをウェブと共に入れているが、これは単に商品を紹介する効果だけではなく、消費者に対し「ユニクロのチラシ広告が自宅に届いた」という事実を認識させるだけで十分。これを認知心理学でザイアンスの法則あるいは単純接触効果と呼んでいるが、人はある対象物に繰り返して接触するうちに、当初の警戒感が薄れ好感度や親しみが増していく。消費者は知らず知らずにこの効果によって店舗に誘導されている[97]。
2. チラシどおりの品ぞろえ
ユニクロではチラシの商品がそのまま並ぶが、アパレル業界の常識ではそのこと自体が簡単ではなく、場合によっては「おとり商品」のようにごくわずかしか置いて居なかったり、最初から無い商品であったりというような事態が多い。これにより消費者が店側に対し不信感を抱き、クレームや販売損失を発生させることが多い。ユニクロでは、広告通りの商品があるという安心感を消費者が抱ける[97]。
3. 徹底して平等に接客
人種、年齢、性別、常連か否かに関わりなく平等な接客と店舗構成を実現している。商品ラックはアイテム別、カラー別、サイズ順に整然と分けられ陳列され、客が自由に選べる。また「冷やかし」でも入りやすい[97]。
4. 販売スタッフの接客
販売スタッフが客に必要以上の挨拶や声掛けを行わない。必要な時だけ声掛けを行い、それ以外の時間には陳列棚の整理などに費やしている。これを「ヘルプユアセルフ方式」という。またレジの精算業務はトレーニングされておりスムーズである[97]。
5. 本部の徹底したサポート
以上の4点を本部が徹底的にサポートしており、毎週月曜日には会長も出席する部長会議があり、議事録が社内イントラネットを通じ、全店に配信され共有される。決定事項だけではなく、決定に至るまでのすべてのプロセスが会話の文言まで再現されている[97]。

## 障害者雇用
ユニクロで特筆されるものとして、障害者（身体障害者、知的障害者）の積極的な雇用が挙げられる。
聴覚障害者の勤務する沖縄県那覇市の店舗でのサービス向上事例をきっかけに、企業の社会的責任（CSR）も兼ねて、2001年頃から各店舗に最低1人の障害者を雇用する方針が打ち出された。その結果、2004年以降、障害者雇用促進法による民間企業の法定雇用率1.8%をはるかに超える7%台の障害者雇用率を誇っている。これは、従業員5,000人以上の企業では突出した高率である。2006年を対象に厚生労働省が行った調査では、従業員5,000人以上の民間企業でトップ（7.42%）であった。
その後の2008年6月時点の厚生労働省の同様の調査では、さらに比率を8.06%に高めている。常用労働者約11,000人のうち約700人の障害者が勤務しているという。
勤務する障害者は知的障害者が多く、バックヤードでの納入された商品のチェックや分別、品出し作業や、開店前や閉店後の店内清掃などの作業に従事していることがほとんどのため、一般の来店客には存在が目につかないことが多い。聴覚や視覚や肢体などの障害を持つ人も、健常者に混じって勤務している。障害者の雇用に留まらず、スペシャルオリンピックスの支援などの活動が認められ、内閣府から再チャレンジ支援功労者表彰を受けた。

## スポーツ支援
2005年以前の旧ファーストリテイリング時代から、アマチュアスポーツを中心としたスポーツ支援を行っていることでも知られる。
本業関連では1998年長野オリンピック、2002年ソルトレークシティオリンピック、2004年アテネオリンピックとオリンピックの開会式や移動用の日本選手団公式ユニフォームの提供を行った（アテネオリンピックのユニフォームは高田賢三がデザインを担当）。そのほか、サッカーJ2ザスパ草津にも、2003年から2005年までユニフォーム提供を行っている。
また、2020年東京オリンピックと2022年北京冬季オリンピック、2024年パリオリンピックではスウェーデン選手団との間でメインパートナー兼オフィシャル・クロージング・パートナー契約を結び。南スーダン選手団（陸上競技チーム）にもウエアを提供している。
社会人スポーツとしては、女子陸上競技部を有する。山口県の地場スーパー丸久の陸上競技部を引き継いだもので、山口市の本社そばに専用のトラック・練習場を設けて活動を行っている。全日本実業団対抗女子駅伝競走大会には5回の出場を数える。
かつては、マラソンランナーの早田俊幸がユニクロ広島庚午店に在籍し社員として勤務していた時期もある。上記の陸上部とは別に活動を行っていた。
2009年8月には、プロ車いすテニス選手の国枝慎吾と所属契約を締結している。また、2011年1月にはプロテニス選手の錦織圭と5年間のスポンサー契約を締結し、テニスウェアの提供などを行っている。
2012年にはプロテニス選手のノバク・ジョコビッチ（セルビア共和国）とアンバサダー契約を結び、テニスウェアの開発・提供などを行っている。
2013年にはプロゴルファーのアダム・スコットもユニフォームの提供などを行っている。
オーストラレーシアPGAツアーのオーストラリアン・マスターズでは、2015年大会でタイトルスポンサーを務めた。
2018年7月、テニスのロジャー・フェデラーと10年3億ドルで契約。
2025年の大相撲一月場所より日本相撲協会とオフィシャルスポンサー契約を締結。同年に当協会創立100周年を記念して、親方衆が着用する公式ジャンバーを提供している。
2025年5月、青山学院大学陸上競技部の監督として、箱根駅伝競走にて8度の総合優勝に導いた原晋が、女子陸上競技部のスペシャルアドバイザーへ就任した。

## 撤退した事業
スポーツウエア・ファミリーウエア販売
1997年から1998年にかけてスポーツウエア専門の「スポクロ」、ファミリーカジュアル専門の「ファミクロ」を立ち上げるも、細分化により業績が不安定なためユニクロに一本化して撤退。
青果販売
2002年9月から2004年3月にかけて子会社により「SKIP」（スキップ）のブランドで野菜果実の会員制宅配事業を実施。ユニクロ店舗で会員加入促進を行うも採算が合わず撤退。
靴小売専門店
2010年4月1日にグループ内のGOVリテイリング（現・ジーユー）が手がけていた靴専門店事業について、専門店の店舗ブランド「CANDISH」とユニクロ店舗で扱う靴部門「UNIQLO SHOES」に再編した上で、GOVリテイリングから承継。業績回復が見込めないことから専門店事業については2011年度中に全店閉店となった。

## ユニクロへの批評

### ビジネスモデル
ビジネスモデルとしてのユニクロの低価格・大量販売戦略については賛否両論がある。エコノミストの浜矩子は、「文藝春秋」2009年10月号に「ユニクロ栄えて国滅ぶ」という論文を発表、ユニクロのように企業が低価格で商品を販売することが企業の利益を縮小させ、ひいては人件費の切り下げにつながっているとしてユニクロのような経営を「自分さえ良ければ病」であると批判、「せめて安いモノを買うことが自分と他人の値打ちを互いに下げていることに思い至ってほしい」と主張している。これに対し、経済学者の池田信夫は自身のブログ上で、ユニクロの低価格モデルが相対価格の変化であり、「ユニクロは日本を滅ぼすどころか、日本企業がグローバル化するロールモデル」と浜の意見に反論している。

### 広告へのクレーム
2003年に矢沢永吉が出演し日本武道館で撮影したCMで、矢沢が靴を履いたままシートなども敷かずに床を歩いていたことから、武道関係者から「神聖なる床の上を土足で歩くというのはいかがなものか」という抗議がユニクロに多数寄せられ、同社広報部が「迂闊だった」との声明を発表している。また、撮影に場所を提供した日本武道館にも同様の抗議が相次いだが、それに対する広告代理店や日本武道館の声明はないまま自然収束している。

### 2012年の中国における反日暴動への対応
2012年9月15日、「支持釣魚是中国固有領土」（釣魚島は中国固有の領土であることを支持します）と、ユニクロ（上海に複数ある店舗のひとつとされている）の店頭のウィンドーに張り紙をする写真が、マイクロブログの新浪微博に投稿された。尖閣諸島国有化に抗議するデモが中国各地で暴徒化していることを受けたものと見られ、店舗側がどのような判断で行ったかといった詳しい事情は分かっていないが、この行為をユニクロの政治的姿勢と受け取ったネットユーザーの間で騒動となった。
これについてユニクロは、2012年9月18日付のプレスリリースにおいて「当該店舗の現地従業員が独自の判断により、上記内容の張り紙を掲示し、約40分後、撤去していた」「本件は会社の指示によるものではなく、また、他の店舗におきまして、このような事は一切起きておりません」「一私企業が政治的外交的問題に関していかなる立場も取るべきではないと考えており、このような行為があったことは大変遺憾であると考えております」とのコメントを発表した。その後、同21日付のプレスリリースにて「張り紙の掲示は地元警察の要請によるもの」「他店舗での張り紙は全て第三者によって外側から行われたもの」などの説明を新たに追加し、18日付のプレスリリースは同社ウェブサイト上から削除された。

### 世界同一賃金構想
2013年4月23日付けの朝日新聞は、店長候補として採用した正社員すべてと役員の賃金体系を全世界のユニクロで統一する「世界同一賃金」を導入する考えをCEOの柳井正が明らかにしたと報じた。具体的には、欧米や中国など13の国と地域で店長候補として採用した社員すべてと役員を「グローバル総合職」として位置づけ、職務内容により19段階の「グレード」を定めて賃金を決めるとしている。さらに、執行役員や上級部長など上位7段階の役職（海外採用10人を含む約50人）についてはどの国でも同じ評価なら報酬や給与を全世界で同額とし、評価グレードが高い「スター店長」など中位7段階の社員（約1000人）には各国の物価水準などを反映して実質的にはどの国でも同じ生活ができる水準にするものであるという。
この制度導入について、柳井は朝日新聞へのインタビューの中で「世界どこでも、やる仕事が同じだったら同じ賃金にするというのが基本的な考え方。海外にも優秀な人材がいる。グローバルに事業を展開するのに、あまりに賃金が違いすぎるのでは機能しない」と導入理由を説明した上で、「日本の店長やパートより欧米の店長のほうがよほど（賃金が）高い。日本で賃下げをするのは考えていない。一方で途上国の賃金をいきなり欧米並みにはできない。それをどう平準化し、実質的に同じにするか、具体的な仕組みを検討している」「将来は、年収1億円か100万円に分かれて、中間層が減っていく。仕事を通じて付加価値がつけられないと、低賃金で働く途上国の人の賃金にフラット化するので、年収100万円のほうになっていくのは仕方がない」と持論を展開した。
この「世界同一賃金」構想と「年収100万円のほうになっていくのは仕方がない」発言は様々な物議を醸すこととなった。
経営コンサルタントの大前研一は「給与水準の低い国では喜んで人が集まるが、逆に高い国では優秀な人材が採用できなくなる」「柳井さんが目指す世界同一賃金システムは、コンセプトとしては理解できるものの、現実的にはとても実現できない“絵に描いた餅”というのが、30年以上この問題と格闘してきたグローバル企業の内実」と批判的なコメントをしている。

### 労働環境
週刊東洋経済は、2013年3月4日付け発行の同誌において「ユニクロ 疲弊する職場」と題した特集記事を組み、ユニクロの正社員の労働環境について報じている。その記事によると、ユニクロでは社員の労働時間の上限を240時間と定め、サービス残業も禁じており、労働時間の上限を超えたりサービス残業を常態化すると降格や退職勧奨などの社内処分を行うとしている一方で、特に店長が店舗業務（現場業務・管理業務）がこなしきれないためにサービス残業を常態化させており、名ばかり管理職の疑いがあると報じている。
また同記事の中で、週刊東洋経済のユニクロへの取材内容として、ユニクロの2008年から2011年以降の入社社員の3年内離職率が45%を超え、2012年8月期の店舗正社員における休業者のうち約43%（全社員の約3%）がうつ病などの精神疾患が原因で休業していると報じている。このような状況の原因として、同記事では「（上司に）物言えぬ社風」「体育会系な社風」が原因ではないかと報じており、その一端として、ユニクロの店長代行として勤務していた男性が店長から暴行を受け、本部の管理部長からも暴言を吐かれるなどの行為により、ユニクロが元店長代行に1,000万円近い損害賠償を支払った例を挙げている。
このような状況を踏まえてユニクロが「ブラック企業」であると前述の記事をはじめとして伝えられるようになったが、ユニクロの幹部は戦略のグローバル化が大量離職の原因だと自己分析した上で「われわれも苦悩している。これまで教育はしてきたが、ケアはしてこなかったかもしれない。そこは直したい」とコメントしている。また、社長の柳井正は、日経ビジネスのインタビューに対し、ブラック企業ではとの批判について「我々が本当に『ブラック』ならば、社員はもういないはずですよ。会社はダメになって発展しないでしょうし、社員も白けて仕事なんてしないはずです」と反論し、「僕は将来、本当に若者が活躍できる世の中になれば、25歳以上は全員対等に評価すべきだと思っています。（中略）だからこそ、若いころに甘やかされてはいけないと思っています」と自身の考える社員教育方針について披露している。

### スラップ批判
NPO法人POSSEの今野晴貴代表が、『ブラック企業 日本を食いつぶす妖怪』（文春新書、文藝春秋）で「一部のファストファッション企業」の労務体勢を社名を伏せて指摘したところ、ユニクロから「自社を名指ししているも同然、名誉毀損であり提訴する」との通告書が送られてきた。また、横田増生『ユニクロ帝国の光と影』が出版された際にも、出版元である文藝春秋と横田増生に対して、2億2千万円の損害賠償と本の回収・絶版を求めて提訴した。
こうしたユニクロとファーストリテイリングの高額な損害賠償を求める提訴を行う手法は、スラップ（恫喝訴訟・威圧訴訟）ではないかとの指摘があり、実際に「ユニクロ批判を封じ、メディア側を萎縮させる効果があったといえる」との見解もある。
なお、本件にかかる訴訟については、東京地方裁判所（土田昭彦裁判長）で2013年（平成25年）10月18日に判決が出され「『月300時間以上、働いている』と『ユニクロ帝国の光と影』で証言した店長の話の信用性は高く、国内店に関する重要な部分は真実」「中国工場についても、現地取材などから真実と判断した理由がある」と認定し、ユニクロの訴えを全面的に退けている。
また2014年（平成26年）3月26日には、控訴審である東京高等裁判所においても、東京地裁判決を維持。ユニクロの控訴を棄却する判決を言い渡している。さらに同年12月9日付で最高裁判所第三小法廷（大橋正春裁判長）は、ユニクロの上告を退ける決定を下した。これにより東京高裁判決が確定した。

### 中国工場の実態
2015年1月15日、厚生労働省の記者会見場で中国香港のNGO団体「SACOM」が会見を行い、ユニクロ製品の下請け工場での実態を調査し報告した。調査の対象は親会社が共に香港株式市場に上場する互太紡織印染と東莞紡織服装の2社でユニクロの優良取引先とされる。この2つの工場では、中国の法律により認められている月36時間を大幅に上回る月100時間以上超の残業が行われていた。また、工員が8分遅刻すると2時間分の給料を差し引くなどの違法な罰則規定があった。
しかしながらマスメディアの多くは、中国2工場に対する労働環境の改善に向けた行動計画をユニクロを主語として対応の速さを伝えた。これは大量の広告を新聞、テレビなどに出稿していることやスラップ（恫喝訴訟・威圧訴訟）に配慮したりしているとする見方もある。
日本経済新聞は「ファストリ、労働環境改善」（11面）、TBSは15日に「中国工場の労働条件改善策を発表」との及び腰の報道であった。また16日の流通コンサルタントに至っては「ユニクロは他のグローバル企業に比べ、しっかりと工場の労働管理を行っている。2工場はイレギュラーではないか」と伝えたが、これに対し『ユニクロ帝国の光と影』の著者横田増生は、イレギュラーなどではないと断言している。
横田増生による取材では、寧波市の申州針織有限広司では、アイロンがけの10代の女子工員が朝8時から午前3時まで働き通していたとの証言や、東莞市の晶苑集団では、複数の工員から厳しい罰金制度が、過大なプレッシャーになっているとの証言を得た。
こうした取材記事に対し、ユニクロは事実無根として文藝春秋を名誉棄損で2億円を超える損害賠償を求めて提訴した。ところが裁判の中ではユニクロが提出した裁判資料の中で明らかになり、地裁でも高裁でも「真実相当性がある」と認められ、最高裁への上告も棄却され、2014年末に判決が確定している。

### 特許侵害
株式会社アスタリスクの開発したセルフレジを自社開発と偽り無断で自社店舗に展開しているとして、同社から提訴されている。ユニクロ側は同様の技術が存在するとして異議を唱え、2020年には特許庁も一部を無効とする判断を出したが、2021年5月20日、知財高裁で行われた判決では、アスタリスクの技術を「容易に開発できない」ものとする判断が下された。
2021年12月23日、全面的に和解が成立した。

### 新疆ウイグル自治区製品の問題
2020年9月14日、アメリカ合衆国大統領のドナルド・トランプは、中華人民共和国新疆ウイグル自治区の人権状況から、新疆綿を使用した製品の輸入制限を開始した。2021年1月にはユニクロ製品の一部に対し輸入差し止めが行われた。同年4月8日、ファーストリテイリング会長の柳井正は新疆ウイグル自治区の問題について「人権問題というよりも政治問題であり、われわれは常に政治的に中立だ」との見解を述べた。
2021年5月25日、ユニクロは輸入差し止めを受けた綿製品について「生産過程で強制労働が確認された事実はない」とするとともにアメリカ合衆国で輸入差し止めを受けた綿は、新疆産ではなかったことを発表した。
2024年11月28日、柳井は英国放送協会（BBC）とのインタビューの中で新疆産の綿製品は使用していないことを明言した。

### 2022年ロシアのウクライナ侵攻への対応
2022年ロシアのウクライナ侵攻に際し、西側資本の企業が次々とロシア（及びベラルーシ）での営業を停止する中、ユニクロを運営するファーストリテイリングは2022年3月7日に、「生活必需品である」「ロシアの人々も生活する権利がある」としてロシア国内での事業継続を表明した。ファーストリテイリングはウクライナ支援のため11億円と衣料20万点を寄付しているにもかかわらず、これに対しウクライナのセルギー・コルスンスキー駐日大使から「ウクライナの人々の生きるための権利よりもロシアの人々のズボンやTシャツを買う権利の方が重要だと判断され残念である」と批判されている。
2022年3月10日、ファーストリテイリングは一転してロシアでのユニクロの事業を一時停止すると発表した。声明文では「現在の紛争を取り巻く状況の変化や営業を継続する上でのさまざまな困難から、事業を一時停止する判断にいたった」としている。

## 不祥事

### 試着室での盗撮に関して
2024年10月、東京都豊島区の「ユニクロ・アトレヴィ大塚店」にて、店長が試着室の下からスマートフォンを差し入れ、未成年の女児ら計9人の女性の体や下着を盗撮し、44本の動画が残っていたことが発覚した。

## 広告に出演した有名人
ユニコーン、PUFFY、浅井健一、THE YELLOW MONKEYらは、単なる広告の役だけではなく、記念Tシャツなどでコラボレーションに起用されている。
- 相沢紗世
- 鮎川誠
- 綾瀬はるか
- 芦名星
- 新垣結衣
- ARATA
- 杏
- アンジェラ・アキ
- 石川佳純
- 石田ニコル
- 伊勢谷友介
- イッセー尾形
- 今井美樹
- 内田篤人
- 上野樹里
- オーランド・ブルーム
- 王友良
- 大沢たかお
- 大杉漣
- 大橋のぞみ
- 香椎由宇
- 片岡涼乃
- 加藤ローサ（カタログ）
- 加瀬亮
- ガレッジセール
- 木村カエラ
- 桐島かれん
- 国木田彩良
- Crystal Kay
- 栗山千明
- 黒木メイサ
- 桑田佳祐
- CHEMISTRY
- 小池栄子
- 小出恵介
- 高良健吾
- 小林克也
- 小林繁
- 小松菜奈
- 五明祐子（チラシ）
- 斎藤佑樹
- 酒井美紀
- サザンオールスターズ
- 桜庭和志
- 佐藤江梨子
- 佐藤和哉
- 佐藤隆太
- シーナ
- シャーリーズ・セロン
- 寿里
- JOSI（チラシ）
- ジョン・レグイザモ（ウェブ）
- シンディ・ローパー
- 鈴鹿央士
- 鈴木仁
- スチャダラパー
- スティーヴン・ホーキング
- 須藤元気
- ソノヤ・ミズノ
- TAO
- 武田真治
- 田中幸太朗
- 田中哲司
- 谷原章介
- 多部未華子
- 玉山鉄二
- ダレン・クリス（ウェブ）
- 知花くらら
- 千原兄弟
- 土屋アンナ
- 妻夫木聡
- テリー伊藤
- トータス松本
- 土岐麻子
- 冨永愛
- 中条あやみ
- 仲間リサ（チラシ）
- 長瀬智也
- 永瀬正敏
- 中田大輔
- 中谷美紀
- 中村修二
- 夏木マリ
- 錦織圭
- ニッチェ
- 野本かりあ
- のん
- hyde
- Bahashishi
- はな
- Perfume
- 原由子
- ハローキティ
- ピーター
- 東野翠れん
- 東山紀之
- ピストルバルブ
- 平野歩夢
- 黄秀一
- 深田恭子
- 吹石一恵
- 藤原紀香
- BLACK BOTTOM BRASS BAND
- フルカワミキ
- 辺見えみり
- 本田圭佑
- 松下洸平
- 松下奈緒
- 松島花
- 松田龍平
- 松任谷由実
- 松山ケンイチ
- 松雪泰子
- マリエ
- 三浦皇成
- 三浦貴大
- 三上博史
- 水木しげると目玉おやじ
- 水原希子
- MiChi
- 道端カレン
- 光石研
- 室井滋
- 森絵梨佳
- 森且行
- 森本稀哲
- 矢沢永吉
- 山崎まさよし
- 山口智子
- 山田優
- ユースケ・サンタマリア
- 岩沢厚治（ゆず）
- ユンソナ
- ロジャー・フェデラー

## ユニクロ出身の人物
- 澤田貴司 - リヴァンプ代表取締役・代表パートナー
- 玉塚元一 - リヴァンプ代表取締役
- 有本均 - 元マクドナルド・ハンバーガー大学学長、バーガーキング社長、力の源カンパニー、現：株式会社ホスピタリティ＆グローイング・ジャパン代表取締役社長
- 有賀誠 - 日本ヒューレット・パッカード株式会社執行役員人事統括本部長
- 吉澤広和 - 株式会社ドーム人事総務部部長
- 三好秀樹 - 株式会社トレセンテ代表取締役社長、堀田丸正株式会社代表取締役社長CEO、株式会社セフィーヌ代表取締役社長CEO

## テレビ番組
- 日経スペシャル ガイアの夜明け （テレビ東京）
  - 商いを磨く!変貌するユニクロ 〜店長630人の自立を目指して〜（2004年5月18日）[159]　- 「人材の育成」を取材。
  - 密着1年！ユニクロの野望[160]　-「古着プロジェクト」を取材。
- 日経スペシャル カンブリア宮殿（テレビ東京）
  - 「一勝九敗で、勝て! ～失敗を勝利に変える、 ユニクロ式"勝利"の方程式～」（2008年12月15日）- ファーストリテイリング 会長兼社長 柳井正出演[161]。
  - 「柳井正 今夜も登場! 世界一を目指せ！ユニクロの新戦略」（2008年12月22日）- 同上[162]。

## 提供番組
現在
- ZIP!（日本テレビ系） - 2013年10月から提供スポンサーだったが2016年9月で降板。2023年4月より復帰。
- 気づきの扉（テレビ朝日） - 2017年4月から（一社提供）
- ジョブチューン（TBS系） - 開始時期不明。

過去
- 体育王国（TBS系）
- SmaSTATION!! （テレビ朝日系）
- news zero（日本テレビ系） - 2013年10月から提供スポンサーを続けていたが2016年9月を以て提供を降板。その後の枠はアートネイチャーが引き継いでいる。
- NEWS23（TBS系） - 2013年10月から提供スポンサーだったが、2016年9月に降板。2016年10月以降現在は木曜 21:57 - 22:54の「櫻井・有吉THE夜会」に提供枠を移動していたが、2017年4月でさらに金曜 19:00 - 20:00（2017年9月までは-19:56）の「爆報! THE フライデー」に再移動している。PT扱い。
- 報道ステーションSUNDAY（テレビ朝日系） - 2013年10月から提供スポンサーだったが2016年9月で降板。
- WBS（テレビ東京系） - 2014年4月から提供スポンサーだったが、2016年9月30日で降板。現在はPT扱いで不定期に提供中（主に月曜 18:55 - 20:00の「YOUは何しに日本へ?」でCMが流れている）。
- スッキリ（日本テレビ系）2016年10月から提供スポンサー。当初は9時台前半A枠隔日だったが、2019年10月改編で9時台前半B枠隔日へ移動した。当初はPT扱い（ただし、山梨放送・福井放送・テレビ大分・テレビ宮崎は別番組へ提供枠をそれぞれ移動している）。
- 速報!歌の大辞テン （日本テレビ系）- 唯一旧ロゴからの提供。